# Argyrosticta satana
Argyrosticta satana är en fjärilsart som beskrevs av William Schaus 1904. Argyrosticta satana ingår i släktet Argyrosticta och familjen nattflyn. Inga underarter finns listade i Catalogue of Life.